# Vigilanzio
Vigilanzio (fl. V secolo) è stato un presbitero e scrittore latino. 
Scrisse un'opera, non pervenuta all’età moderna, che si opponeva a una serie di pratiche comuni nel V secolo e che ispirò uno dei più violenti trattati polemici del suo contemporaneo Girolamo.

## Biografia
Vigilanzio nacque intorno al 370 a Calagurris (l'attuale Saint-Martory), in Aquitania, dove suo padre teneva una locanda sulla grande strada romana che univa la Gallia Aquitania alla Spagna. Sulpicio Severo notò il suo talento fin dalla sua giovane età, probabilmente lo battezzò, e lo inviò con una lettera a Paolino di Nola il quale lo accolse amichevolmente.
Alcuni storici protestanti considerano Vigilanzio, insieme a Gioviniano, Aerio di Sebaste ed Elvidio, come i primi protoprotestanti del IV-V secolo.
Ritornato in Gallia da Severo, fu ordinato sacerdote; alla morte del padre poco tempo dopo, ereditò una certa dota economica che gli permise di partire per la Palestina, dove Girolamo lo ricevette a Betlemme con grande ossequio.  Il soggiorno di Vigilanzio durò per qualche tempo finché fu coinvolto nella disputa allora infuocata su Origene di Alessandria, nel corso della quale Vigilanzio accusò Girolamo di origenismo.
Al suo ritorno in Occidente, Vigilanzio portò una lettera di Girolamo a Paolino, e in vari luoghi in cui si era fermato lungo la strada sembra si fosse espresso su Girolamo in un modo molto offensivo, stando a quanto riferito, al punto da indurlo a scrivere una risposta (Ep. 61). Vigilanzio si stabilì per qualche tempo in Gallia, e si dice presso un'autorità (Gennadio) che in seguito ricoprì una carica nella diocesi di Barcellona.
Intorno al 403, alcuni anni dopo il suo ritorno dall'Oriente, Vigilanzio scrisse la sua opera contro alcune pratiche ecclesiastiche, in cui si opponeva alla venerazione delle reliquie, come anche contro le veglie nelle basiliche dei martiri, all’epoca tanto comuni, l'invio di elemosine a Gerusalemme, il rifiuto dei beni terreni e l'attribuzione di virtù speciali allo stato celibe, specialmente nel caso del clero. Era particolarmente indignato nella venerazione dei santi e delle loro reliquie.
Tutta ciò che è noto del suo lavoro proviene dal trattato di Girolamo Contra Vigilantium. Col tempo, la Chiesa accettò come corrette le opinioni di Girolamo e Vigilanzio venne gradualmente classificato tra gli eretici, sebbene la sua influenza rimase potente per un certo periodo sia in Francia che in Spagna, come mostra il trattato polemico di Fausto di Riez.
Una scuola di pensiero tentò di associare Vigilanzio ai protovaldesi nelle Alpi europee.

## Credenze
Vigilanzio si oppose all'ascetismo monastico e alle superstizioni ad esso connesse. Girolamo lo attaccò, definendolo persino un mostro in quanto si prestava a «credere che non si debbano venerare le tombe dei martiri e dei santi, opponendosi alla verginità ed [essendo] contrario al digiuno per i santi».
Vigilanzio rinnegò anche la venerazione dei santi e delle reliquie, che considerava una forma di superstizione e di idolatria. Egli definì idolatre le persone che "adoravano le ossa e le ceneri dei morti", e criticò come inutile la preghiera di intercessione e di suffragio in loro favore.